# Phymatodes montana
Phymatodes montana là một loài dương xỉ trong họ Dipteridaceae. Loài này được Bir & Devi mô tả khoa học đầu tiên năm 1969.
Danh pháp khoa học của loài này chưa được làm sáng tỏ. 